# نیپون کایاکو
نیپون کایاکو (انگلیسی: Nippon Kayaku) شرکت صنایع داروسازی ژاپنی است، که در سال ۱۹۱۶ تأسیس شد.